# Горбань, Пётр Семёнович
Горбань Пётр Семёнович (16 июля 1923, Ставрополь — 24 ноября 1995 год, там же) — советский и российский художник, член Союза художников СССР.

## Биография

### Детство
Пётр Семенович Горбань родился в 1923 году в Ставрополе, в многодетной семье жестянщика. Его детство прошло в условиях нужды и тяжёлого труда, усугубленных массовым голодом начала 1930-х годов. Несмотря на трудности, он получил образование в 64-й школе города и уже в старших классах проявил интерес к искусству, начав посещать художественную школу при местном Доме пионеров. Там его наставником стал Виктор Дмитриевич Халдеев, который обучал основам живописи и организовывал выезды на пленэр. Под руководством Халдеева Горбань активно участвовал в художественных выставках и конкурсах, закладывая основу своей будущей карьеры художника.

### Великая Отечественная Война
В декабре 1941 года Петра Семеновича Горбаня призвали в ряды Красной Армии. Он начал свою военную службу в составе 75-й стрелковой дивизии на Западном фронте Великой Отечественной войны. Впоследствии после специальной подготовки в танковом училище, Горбань продолжил боевое участие в рядах 202-й танковой бригады 19-го танкового корпуса 48-й армии на Прибалтийском фронте. В ходе боевых действий он получил ранение и контузию. Военная служба Горбаня завершилась в марте 1947 года в звании старшего лейтенанта. За свои боевые заслуги он был награждён орденами и медалями.

## Творчество

### Учёба
В 1947 году П. С. Горбань поступил в Краснодарское художественное училище. Уже в 1951 году он окончил его досрочно, пройдя пятилетний курс за четыре года, и получил диплом с отличием. Темой его выпускной работы стало полотно под названием «Проводы на фронт». Год спустя, работая хранителем в Краснодарском художественном музее, он впервые столкнулся с произведениями советских авангардистов 1920-х годов, найденными им на чердаке среди пыли. В 1952 году Горбань возвратился на Ставрополье.

### Начало творческого пути
В 1950-е годы Пётр Семёнович Горбань активно сотрудничал со Ставропольским издательством, создавая иллюстрации для книг. Помимо этого, он рисовал портреты передовиков производства, а также создавал лозунги и плакаты. В этот период Горбань начал проявлять особый интерес к графике, осваивая новые техники и стили.
В 1960-х годах Пётр Семёнович Горбань сосредоточился на создании серии графических произведений, посвящённых людям различных профессий: газовикам, литейщикам, строителям, дорожникам. Эти работы отражали его интерес к производственным темам и жизни простых рабочих. С 1964 года Горбань стал постоянным участником зональных выставок, представляя каждый год от пяти до восьми своих новых творений. В 1968 году его достижения были признаны официально – Петра Семёновича приняли в Союз художников СССР.
В 1970-х годах Пётр Сергеевич Горбань прекратил активное участие в выставках, полностью посвятив себя работе в собственной творческой мастерской на улице Мира, 280/7. В эти годы он искал новые способы самовыражения, экспериментируя с различными техниками и стилями. Художник создал множество ярких и выразительных полотен: портреты, контрастные натюрморты, пейзажи родного Ставрополя, а также произведения в жанре бытовой живописи.
Параллельно с творчеством, начиная с 1969 года, Горбань преподавал в Ставропольском художественном училище, которое открылось благодаря инициативе В. М. Чемсо. Он продолжал преподавать вплоть до 1975 года, уделяя особое внимание воспитанию молодого поколения художников. Среди его учеников были такие известные мастера, как В. Арзуманов и О. Чернов. Наставничество оставалось важной частью его жизни на протяжении всей второй половины творческого пути.

### Направления и стили
В 1982 году в Ставропольском театре драмы имени М. Ю. Лермонтова прошла персональная выставка Петра Семёновича Горбаня, на которой он представил новые, глубоко философские и трагические произведения. Работы «Фашизм», «Домино» и триптих «Пять тополей» вызвали широкий резонанс среди критиков и любителей искусства, получив высокие оценки. Успех этой выставки привёл к тому, что работы Горбаня вскоре экспонировались в таких городах, как Тбилиси, Черкесск, Москва и Ленинград. Всего за жизнь мастер провёл более 40 персональных выставок.

В 1990-х годах Пётр Семёнович приступил к двум масштабным графическим проектам. Первый из них — историческая серия «Красная библия», а второй — историко-религиозная философская серия «Библия», которая иллюстрировала сюжеты Нового и Ветхого Заветов. Каждая работа из серии «Библия» сопровождалась цитатами из Священного Писания. В 1992 году в Пятигорске состоялась выставка «Библия в графике Петра Горбаня», которая стала вершиной творчества художника. Однако даже после создания столь значимого проекта Горбань не остановился на достигнутом и продолжил свой творческий путь.

Работы Горбаня П.С.
Портрет художника С.Н. Коретко. Бумага, соус. 1974 год.
Натюрморт Донской. Картон, масло. 1965 год.
Натюрморт с синими чашками. Картон, масло. 1965 г.
За уроками. Картон, масло. 1960-е годы.

https://www.erarta.com/ru/museum/collection/artists/detail/author-00427/
https://skunb.ru/node/3982
https://artmuseum26.ru/news/1198/